# Kultura Dollkeim-Kovrovo
     kultura Dollkeim-Kovrovo
     grupa olsztyńska
     kultura sudowska
     grupa niemeńska
     kultura ceramiki kreskowej
     kultura miłogradzka
     kultura dniepro-dwińska
     kultura pomorska

Kultury bałtyjskie epoki żelaza
kultura Dollkeim-Kovrovo
grupa olsztyńska
kultura sudowska
grupa niemeńska
kultura ceramiki kreskowej
kultura miłogradzka
kultura dniepro-dwińska
kultura pomorska

Kultura Dollkeim-Kovrovo – zwana inaczej sambijsko-natangijską. Wchodziła w skład kręgu kultur zachodniobałtyjskich. Jej stanowiska znajdowane są na terenie dzisiejszego obwodu królewieckiego, tj. na terenie Sambii, Natangii i Nadrowii.
Kulturę Dollkeim/Kovrovo można datować od końca I w. n.e. po początek VI w. n.e.
Charakterystyczne dla niej są:
- cmentarzyska birytualne zawierające m.in. groby szkieletowe w wydrążonych kłodach
- groby wojowników z końmi
- groby bogato wyposażane w broń, narzędzia i ozdoby
- w grobach w późniejszym okresie występowały rzymskie monety

Ludność kultury Dollkeim-Kovrovo była bardzo zamożna, co związane jest z handlem bursztynem, którego największe złoża znajdowały się właśnie na obszarze Sambii. Poświadczone dalekosiężne kontakty handlowe (bursztyn).